# Departamento San Miguel
Das Departamento San Miguel liegt im Norden der Provinz Corrientes im Nordosten Argentiniens und ist eine von 25 Verwaltungseinheiten der Provinz. 
Im Norden grenzt es, getrennt durch den Río Paraná, an Paraguay, im Osten an das Departamento Ituzaingó, im Südwesten an das Departamento Concepción und im Westen an das General Paz.
Die Hauptstadt des Departamento San Miguel ist das gleichnamige San Miguel.  

## Bevölkerung
Das Departamento ist vergleichsweise dünn besiedelt, was auch der Tatsache zuzuschreiben ist, dass ein großer Teil des Territoriums zum Naturreservat Esteros del Iberá gehört.

## Städte und Gemeinden
- Loreto
- San Miguel

## Geschichte
Die Region wurde ursprünglich von den Guaraní bewohnt und war während der Kolonialzeit Sitz von Jesuitenreduktionen. Sowohl Loreto wie die Departamentshauptstadt San Miguel gingen aus solchen hervor.
Koordinaten: 28° 0′ S, 57° 36′ W